# ARASHI Anniversary Tour 5×20 FILM “Record of Memories”
『ARASHI Anniversary Tour 5×20 FILM “Record of Memories”』（アラシ アニバーサリー ツアー ファイブバイトゥエンティー フィルム レコード オブ メモリーズ）は、日本の男性アイドルグループ・嵐の初のライブ・フィルム。嵐のデビュー20周年記念ツアー「ARASHI Anniversary Tour 5×20」の2019年12月23日・東京ドーム公演を撮影した作品。

## 概要
嵐の初のライブ・フィルム。嵐のデビュー20周年記念ツアー「ARASHI Anniversary Tour 5×20」の2019年12月23日・東京ドーム公演にてこの作品のために撮影が行われた。
2019年9月11日発売のシングル『BRAVE』を購入したファンクラブ会員を対象に、カメラ100台を導入してコンサートの模様を撮影する『ARASHI SPECIAL SHOOTING "5×20" at Tokyo Dome 2019.12.23』を開催した。開催決定からしばらくはこの撮影目的が明かされないままであったが、2021年5月23日に本作のためであったことが明かされた。
また同作は、第24回上海国際映画祭のGala部門とDolby Vision部門への正式出品も決定。両部門同時出品は史上初。ワールドプレミアとして最高の上映環境となるドルビーシネマでも上映された。
2021年9月15日に同年11月3日にドルビーシネマ限定で先行公開、11月26日に全国公開されることが発表された。
MCにあたる部分はほぼない。また、ステージに立つまでを描くメイキングシーンもない。

## 制作
「嵐は2020年末にグループとしての活動を休止する」ということが決まり、2018年から2019年にかけて開催の20周年記念ライブを映像として残しておきたいという、メンバーやスタッフの思いから本作の企画が始まった。監督には、メンバーのデビュー前から関わりがあり、嵐主演の映画ピカンチシリーズなども監督している堤幸彦にオファー。通常、ライブ作品の撮影には観客の視界を妨げないようカメラ位置などに様々なルールやアングルの制約があるが、堤からそのような制約はなしでと提案があり「撮影するためのライブ」を開催することが決まった。
撮影日は2019年12月23日、会場は東京ドーム。観客は、撮影機材が入るため演出の一部が見えづらくなる場合があること、客席の様子が映り込み商品映像やプロモーションに使われる場合があることを了承の上で抽選に申し込み、当選した52,000人が集まった。“撮影のためのライブ”という名目こそあるものの、ライブ自体は撮影用にカットをかけたりすることなく開催。
撮影のためのカメラは全部で125台。ドローンカメラも使用された。そのうち50台ほどはメンバーを狙って撮影。また、シネマカメラとされる30台のカメラは4K6KでHDRでの撮影データの保管が可能なもので、その撮影データに対応したクオリティで画の仕上げを行なった。撮影には、125人のカメラマンに加え、アシスタントや調整するスタッフも含め数百人という映画やテレビ撮影の中心人物が集結し「映画やテレビの撮影が止まってしまったのでは」とも言われた。
カメラ125台分という大量の素材を1つにまとめ上げる編集作業は、3人のディレクターで曲を割り振り、カットをつないでいく作業を何度もやり、作ったものを元の映像と見比べながら、また作り直すという作業を繰り返して完成した。

## スタッフ
- 監督 - 堤幸彦
- 製作総指揮 - 藤島ジュリーK.
- エグゼクティブプロデューサー - 中村浩子
- プロデューサー - 原藤一輝・長坂信人・杉原奈実
- Concert Director - 松本潤
- Eternal Producer - ジャニー喜多川
- Concert Producer - 源野栄治
- Choreographer - 梨本威温
- アーティストサウンドディレクター - 山形洋平・鈴木克典
- ミックスエンジニア - 加藤智明
- ディレクター/編集 - 高橋洋人
- 編集/オンラインディレクター - 大形美佑葵
- 撮影監督 - 山本英夫
- カラーグレーディング - 山下哲司
- ポスプロスーパーバイザー - 石田記理
- スーパーバイジングサウンドエディター - 茂木英興
- リレコーディングミキサー - 染谷和孝（Dolby Atmos）・照井康政（7.1/5.1ch）
- ライブ撮影ディレクター - 小澤正彦
- ライブ撮影テクニカルプロデューサー - 土屋健太郎
- ライブ撮影テクニカルマネージャー - 野藁宗好
- ライブレコーディング - 梁取慎一
- ライブ撮影制作 - 土田泰輝
- 協力 - Johnny&Associates,Inc.・JOHNNY COMPANY,INC.・MCO Co.,Ltd・Young Communication Co.,Ltd・UNISON Co.,Ltd
- 製作プロダクション - オフィスクレッシェンド

## プレミア・映画祭・海外上映
- 第24回上海国際映画祭 の「Gala部門」および「Dolby Vision部門」に出品、2021年6月11日～20日に上映された[15]。
- ジャパンプレミア 2021年9月15日、全国5都市（東京・大阪・名古屋・福岡・札幌）で同時刻に開催[16]。東京会場では舞台挨拶に堤と櫻井が登壇[17]。
- 日本外国特派員協会主催の特別試写会を、丸の内ピカデリードルビーシネマにて2021年10月25日に開催[18]、その後の記者会見には堤と松本が登壇[19]。
- ドルビーシネマ限定先行上映 全国7館のドルビーシネマにて11月3日より先行上映[20]。丸の内ピカデリードルビーシネマで行われた先行初日舞台挨拶に相葉、松本、二宮、櫻井が登壇[21]。
- 海外プレミア上映   台湾 ･ 香港 ･ マカオ ･ シンガポールにて、2021年11月3日にプレミア上映[22]。
- 台湾では、2021年11月5日より公開[23]。
- 香港・マカオでは、2021年11月11日より公開[24]。
- マレーシアでは、2021年11月13日より公開[25]。
- シンガポールでは、2021年11月13日より公開[26]。
- インドネシアでは、2021年11月26日より公開[27]。
- ブルネイでは、2021年12月10日より公開[28][29]。
- アメリカでは、2022年3月22日にAMC系列の劇場135館で上映[30]。
- ハワイでは、2022年3月23日にConsolidated Theatresの劇場6館で上映[30]。
- 韓国では、富川国際ファンタスティック映画祭にて2022年7月9日および7月13日に上映[31][32][33]

## 全国公開
2021年11月26日より全国公開。公開初日にはシネプレックス旭川とシネマQにて全国公開初日舞台挨拶が行われ、櫻井と堤が登壇した。またその模様は全国198館にて生中継され、約13万5000人が同時視聴した。12月10日からは、全国各地の映画館で無発声応援上映が開催された。

### 興行成績
11月27日・28日の2日間で観客動員15万人、興行収入4億4200万円となり、興行通信社の11月29日付の全国映画動員ランキングで初登場1位となった。全国公開初日の11月26日から28日の3日間では観客動員数34万人、興行収入10億円を超え、11月3日からのドルビーシネマ先行上映を加えた累計では動員54万4126人、興収17億8796万円を記録。
日本映画製作者連盟が発表した2021年の劇場公開映画の興行収入ランキングで、累計興行収入45億5000万円を記録し、実写映画1位・アニメも含めた全体で4位となった。同ランキングでライブ・フィルムが実写映画1位となるのは、史上初。また、興行収入が2000年からの興行収入発表以降、国内アーティストのライブ・フィルム歴代1位となった。

## 映像商品

### リリース
本ライブ・フィルムの4K Ultra HD Blu-ray/Blu-ray（以下「UHD BD/BD」）が2022年9月15日にJ Stormから発売された。
嵐の映像商品としては初の「UHD BD」での発売。
UHD BD+BD盤・BD盤・嵐ファンクラブ会員限定盤の計3形態で発売。UHD BD+BD盤・BD盤はトールケース仕様、嵐ファンクラブ会員限定盤は三方背デジパック仕様。嵐ファンクラブ会員限定盤のみ特典映像として、各メンバーにフォーカスして編集した計5バージョンのライブ映像を収録。

### 収録内容
※出典をもとに記述。本編映像はすべて同一内容。

#### UHD BD+BD盤
- Disc 1（UHD BD）
  - 本編映像（約147分）
- Disc 2（BD）
  - 本編映像

#### BD盤・嵐ファンクラブ会員限定盤
※Disc 2以降は嵐ファンクラブ会員限定盤のみ収録の特典映像（約529分）。
- Disc 1（BD）
  - 本編映像
- Disc 2（BD）
  - Masaki Aiba version
  - Sho Sakurai version
- Disc 3（BD）
  - Kazunari Ninomiya version
  - Satoshi Ohno version
- Disc 4（BD）
  - Jun Matsumoto version

### 仕様詳細
※出典をもとに記述。

#### UHD BD
- 画面サイズ：3層
- HEVC
- 4K 3840×2160p
- 16:9
- ドルビービジョン対応
- 音声
  1. ドルビーTrueHD（ドルビーアトモス）
  2. リニアPCM 5.1ch
  3. リニアPCM 2.0ch
- 字幕：日本語字幕スーパー入り

#### BD
- 画面サイズ：2層（Disc 4のみ1層）
- MPEG-4 AVC
- 1920×1080p
- 16:9
- 音声（本編映像）
  1. ドルビーTrueHD 5.1ch
  2. リニアPCM 2.0ch
- 音声（特典映像）
  1. ドルビーTrueHD 5.1ch
  2. ドルビーデジタル 2.0ch
- 字幕：日本語字幕スーパー入り（本編映像のみ）